# Zálesie (Prešov)
Zálesie (in ungherese Gibely, in tedesco Giebel) è un comune della Slovacchia facente parte del distretto di Kežmarok, nella regione di Prešov.